# Microcodon glomeratus
Microcodon glomeratus är en klockväxtart som beskrevs av A.Dc. Microcodon glomeratus ingår i släktet Microcodon och familjen klockväxter. Inga underarter finns listade i Catalogue of Life.